# インペラートル・アレクサンドル2世 (戦艦)
| 竣工直後の「インペラートル・アレクサンドル2世」。 | |
| 艦歴                                              | |
| 発注                                              | ニュー・アドミラルティ造船所 |
| 起工                                              | 1885年7月12日 |
| 進水                                              | 1887年7月14日 |
| 就役                                              | 1891年6月 |
| 退役                                              | 1920年 |
| その後                                            | 1922年解体処分 |
| 除籍                                              | 1925年 |
| 性能諸元                                          | |
| 排水量                                            | 常備：8,440トン 満載：-トン |
| 全長                                              | 105.6m 101.78m（水線長） |
| 全幅                                              | 20.4m |
| 吃水                                              | 7.85m |
| 機関                                              | 形式不明石炭専焼円缶12基 +直立型三段膨張式三気筒レシプロ機関2基2軸推進 |
| 最大出力                                          | 8,289hp |
| 最大速力                                          | 17.7ノット |
| 航続距離                                          | 8ノット/4,440海里 （石炭：967トン） |
| 乗員                                              | 士官：30名 兵員：585名 |
| 兵装                                              | Pattern 1877 30.5cm（30口径）連装砲1基 Pattern 1877 22.8cm（35口径）単装砲4基 Pattern 1877 15.2cm（35口径）単装砲8基 オチキス4.7cm5連装ガトリング砲10基 オチキス 3.7cm5連装ガトリング砲8基 38.1cm水上魚雷発射管5門 |
| 装甲                                              | 複合装甲 舷側：203～356mm（水線部主装甲）、305mm（弾薬庫）、100～203～245mm（艦首部）、100～225mm（艦尾部） 甲板：44.5mm（主甲板）、19mm（上甲板） 主砲カバー：76.2mm（前盾・側盾） 主砲バーベット部：254mm（甲板上部）、102mm（甲板下部） 副砲ケースメイト部：76.2mm（最厚部） 15.2cm砲ケースメイト部：50.8mm 司令塔：203mm（最厚部）、63.5mm（天蓋） |

インペラートル・アレクサンドル2世 ( Imperator Aleksandr II) はロシア海軍の前弩級戦艦である。

## 概要
本級はバルト海の沿岸防衛用として建造された艦である。当時のバルト海にあってドイツ海軍の26cmライフル砲6門を持つ装甲艦「ザクセン級」が有力な対抗艦であり、これに対抗可能な艦として設計された。

## 艦形

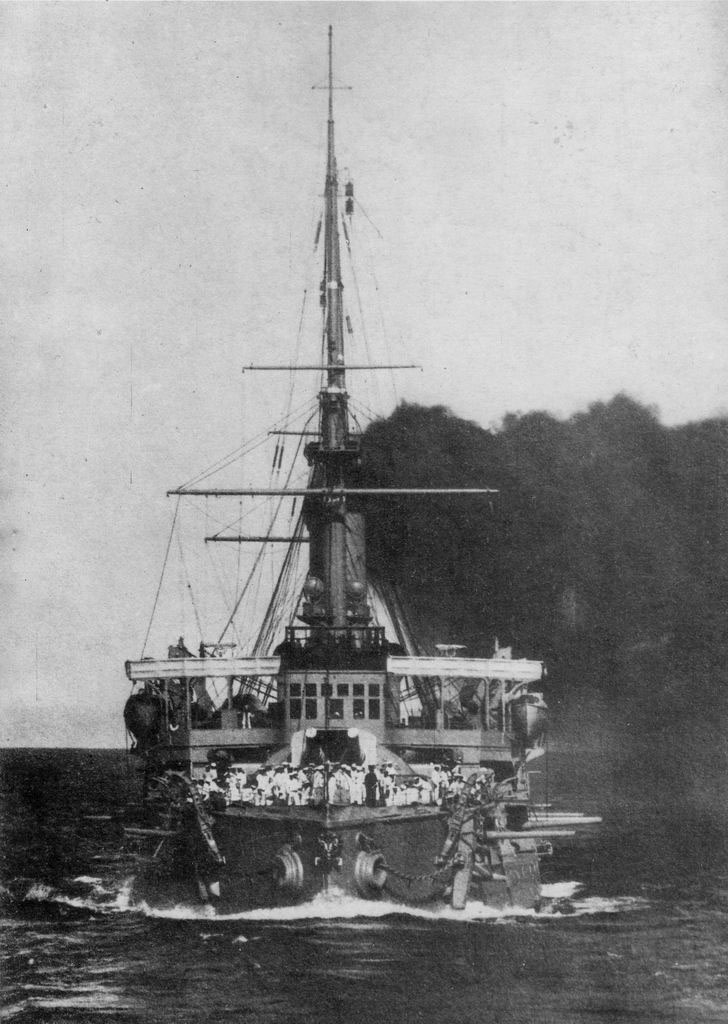
艦首方向から撮影された本艦。

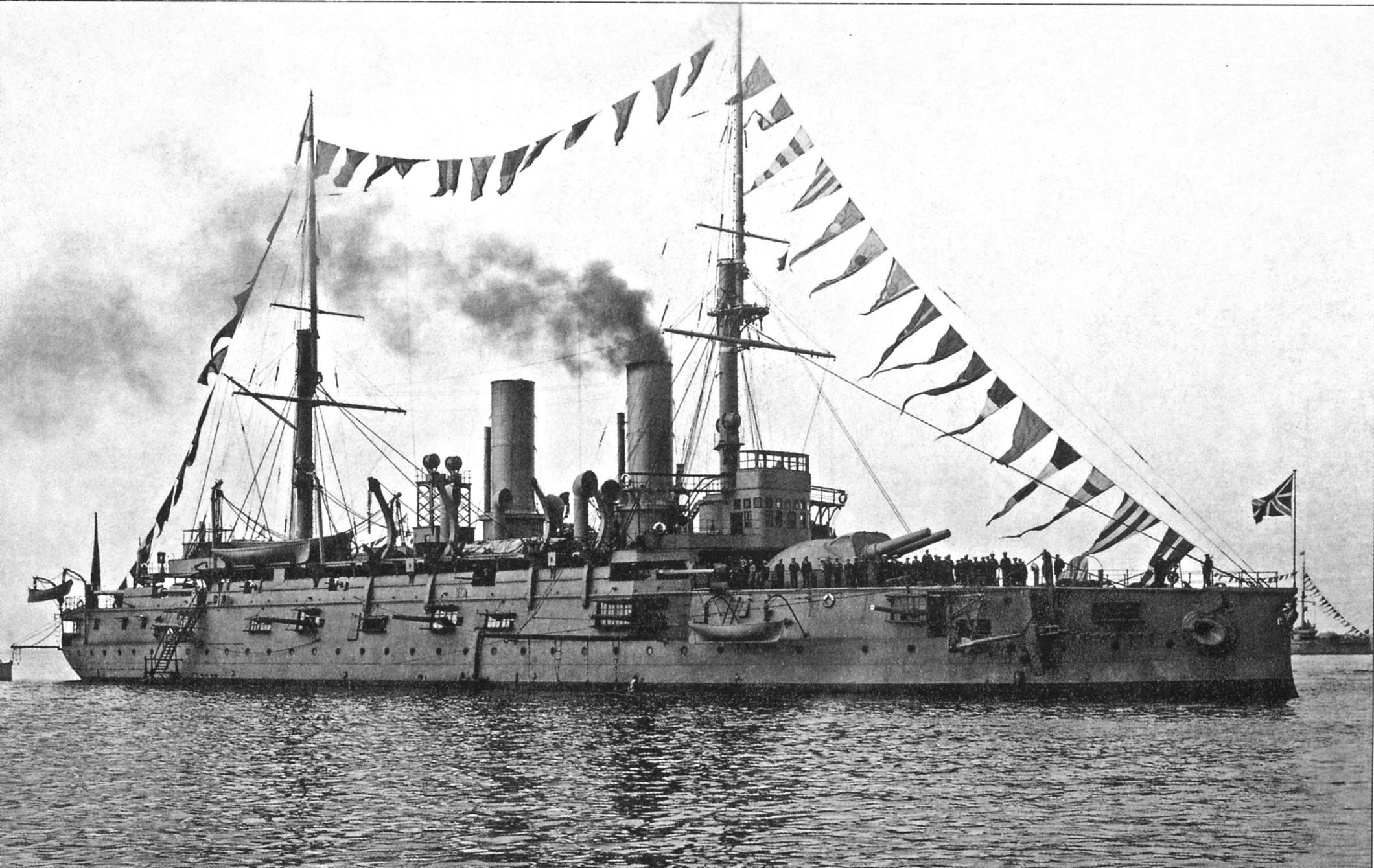
1913年に撮影された本艦。

本級の船体形状は乾舷の高い平甲板型船体で衝角の付く艦首から艦首甲板上に装甲カバーの付いた露砲塔に収められた30.5cm連装主砲塔が1基、その背後に司令塔を組み込んだ艦橋からミリタリーマストが立つ。ミリタリーマストとはマストの上部あるいは中段に軽防御の見張り台を配置し、そこに37mm～47mmクラスの機関砲(速射砲)を配置した物である。これは、当時は水雷艇による奇襲攻撃を迎撃するために遠くまで見張らせる高所に対水雷撃退用の速射砲あるいは機関砲を置いたのが始まりである。形状の違いはあれどこの時代の列強各国の大型艦に多く用いられた様式であった。
本艦のミリタリーマストは内部に階段を内蔵した円筒状となっており、頂部に見張り台が設けられ、3.7cm5連装ガトリング砲が4基ずつ前後で計8基装備された。前部ミリタリー・マストの背後には2本煙突が立ち、その周囲は艦載艇置き場となっており、2本1組のボート・ダビッドで運用された。艦載艇置き場の後部には基部にクレーンの付く後部ミリタリー・マストが立ち、その後ろの後部甲板上にも艦載艇が置かれた。

### 主砲

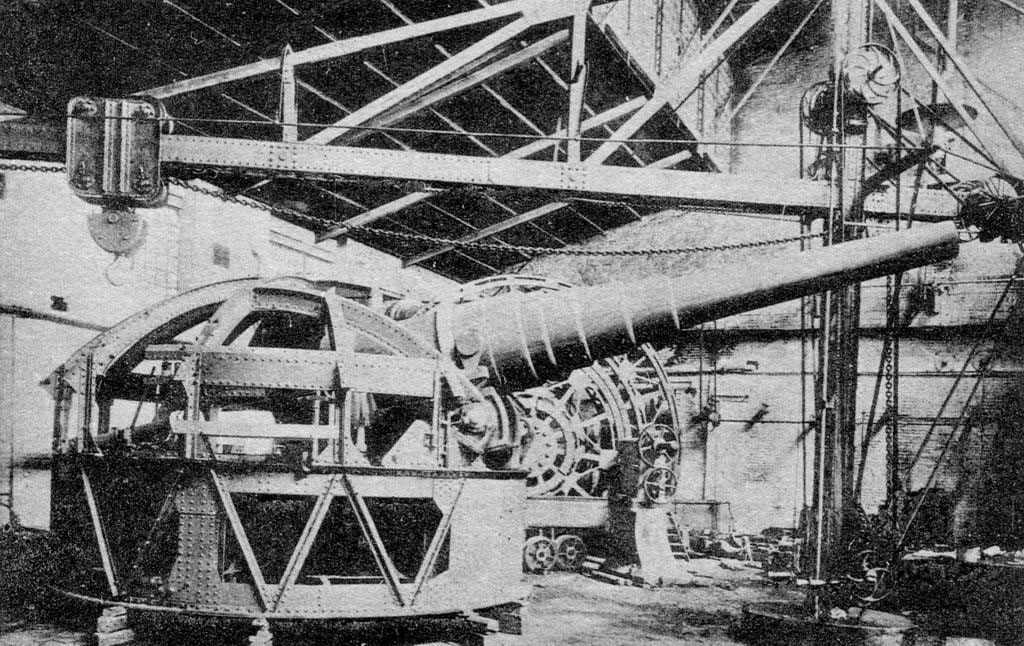
写真は工場で組み立てられる本艦の主砲。主砲身を覆う枠組みに装甲板が張られる。

主砲は前級に引き続き「Pattern 1877 30.5cm（30口径）砲」を採用し、この砲を新設計の連装露砲塔に収めた。露砲塔というのは、現在の砲塔形式とは違い、火砲の装填機構や旋回・俯仰角機構を収めた基部のみを装甲で覆う型式を指す型式である。この時代の艦砲は現在と異なり、ライフル銃のように直接標準で撃ち合うような代物であったために砲の上面に砲弾が当たるとは考えられておらず、砲員を守るため基部のみを防御する考えであった。そのため、基部から上は吹き晒しか、断片防御ができる程度の装甲でできたお椀状のカバーをつけるかで、本艦は後者の形式を採っていた。その性能は331.7kgの砲弾を、仰角6度で5,093mまで届かせられた。俯仰能力は仰角15度、俯角5度である。旋回角度は単体首尾線方向を0度として左右110度の旋回角度を持つ、主砲身の俯仰・砲塔の旋回・砲弾の揚弾・装填は主に水圧で行われ、補助に人力を必要とした。発射速度は5分に1発であった。

### その他の備砲・水雷兵装
副砲には「Pattern 1877 22.8cm（35口径）ライフル砲」を採用した。その性能は126kgの砲弾を、仰角15度で9,445mまで届かせられた。この砲を単装砲架で舷側に片舷2基ずつ計2基配置した。俯仰能力は仰角15度・俯角5度である。旋回角度は艦首側が125度、艦尾側が105度の旋回角度を持つ、主砲身の俯仰・砲塔の旋回・砲弾の揚弾・装填は主に人力を必要とした。発射速度は2分に1発の設計であった。
他に「Pattern 1877 15.2cm（35口径）砲」を採用した。その性能は41.5kgの砲弾を仰角12度で7,470mまで届かせられた。この砲を単装砲架で艦首主砲塔側面部に片舷1基、船体舷側の装甲で覆われたケースメイト（砲郭）部に片舷2基、艦尾側に片舷1基ずつで計8基を配置した。俯仰能力は仰角12度・俯角8度である。砲身の俯仰・砲塔の旋回・砲弾の揚弾・装填は主に人力を必要とした。発射速度は毎分1発であった。

## 参考図書
- 「世界の艦船増刊第35集　ロシア／ソビエト戦艦史」(海人社)
- 「Conway All The World's Fightingships 1860-1905」（Conway）
- 「RUSSIAN & SOVIET BATTLESHIPS」（Naval Institute Press）